# The Lady Says No
 (août 2025).
Pour plus de détails, voir Fiche technique et Distribution.
The Lady Says No est un film américain réalisé par Frank Ross, sorti en 1951.

## Synopsis
Un photographe globe-trotter doit faire un reportage pour le magazine Life sur l'auteure du best-seller The Lady Says No. Alors qu'il pensait tomber sur une vieille fille acariâtre, il rencontre une jeune et belle blonde.

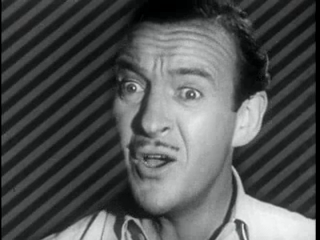
David Niven

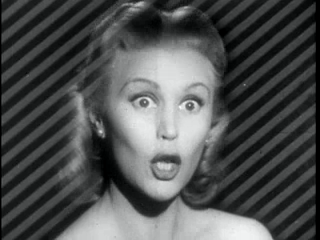
Joan Caulfield

## Fiche technique
- Titre original : The Lady Says No
- Réalisation : Frank Ross
- Scénario : Robert Russell
- Direction artistique : Perry Ferguson
- Costumes : Orry Kelly
- Photographie : James Wong Howe
- Son : Fred Lau
- Montage : George Amy
- Musique : Arthur Lange, Emil Newman
- Production : Frank Ross, John Stillman Jr.
- Société de production : Ross-Stillman Productions
- Société de distribution : United Artists
- Pays d'origine :  États-Unis
- Langue originale : anglais
- Format : noir et blanc — 35 mm — 1,37:1 — son Mono (Western Electric Recording)
- Genre : Comédie
- Durée : 80 minutes
- Date de sortie :
  - États-Unis : 14 décembre 1951
- Licence : Domaine public

## Distribution
- Joan Caulfield : Dorinda Hatch
- David Niven : Bill Shelby
- James Robertson Justice : Oncle Matt Hatch
- Lenore Lonergan : Goldie
- Peggy Maley (en) : Midge
- Frances Bavier : Tante Alice Hatch
- Henry Jones : Potsy
- George Davis (non crédité) : le barman du Wharf Rat Cafe